# Diplazium nigropaleaceum
Diplazium nigropaleaceum är en majbräkenväxtart som beskrevs av Gustav Kunze.
Diplazium nigropaleaceum ingår i släktet Diplazium och familjen Athyriaceae. Inga underarter finns listade i Catalogue of Life.